# José Lencastre
José Lencastre (* um 1985) ist ein portugiesischer Jazz- und Improvisationsmusiker (Alt- und Tenorsaxophon,  Komposition).

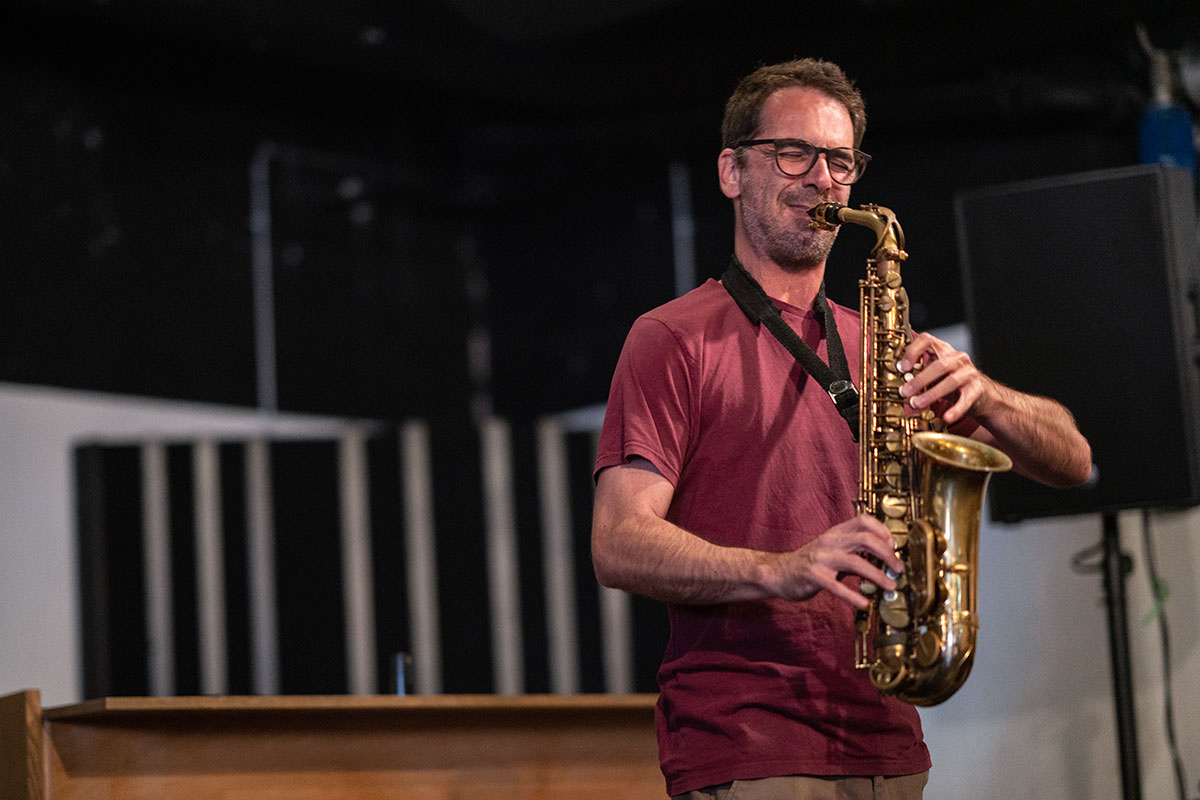
José Lencastre (2023)

## Leben und Wirken
José Lencastre ist seit etwa 2005 Teil der portugiesischen Improvisationsszene und arbeitet seitdem mit dortigen Musikern und mit internationalen Künstlern zusammen. Zwischen 2012 und 2016 lebte er in Brasilien, wo er sein Interesse an der Musikkultur des Choro, Frevo und Miranda entwickelte. Während seines Aufenthalts in Pernambuco stellte er Inconsciente Coletivo zusammen, ein Trio, das überwiegend eigene Kompositionen spielte. Zurück in Lissabon spielte er im Variable Geometry Orchestra von Ernesto Rodrigues.
Außerdem gründete Lencastre zusammen mit Rodrigo Pinheiro, Hernâni Faustino und João Lencastre das Nau Quartet. Mit der Gruppe legte er vier Platten vor. Live in Moscow (2019) erschien auf Clean Feed Records, ein Mitschnitt aus dem DOM Kulturzentrum während einer Tournee in Russland 2018. Lencastre nahm seitdem die Alben Inner Voices und Vento als Leader oder Co-Leader auf, die auf positive Resonanz bei der Musikkritik stießen. Des Weiteren tourte er in verschiedenen Ländern wie Frankreich, Deutschland, England, Slowenien, Serbien, Russland, Polen, der Tschechischen Republik, der Slowakei, Ungarn, Marokko und Spanien.
Seit 2017 spielt Lencastre auch mit einigen in Amsterdam ansässigen Musikern, so im Trio mit Raoul van der Weide und Onno Govaert. Ein weiteres Trio mit Miguel Petruccelli und Aleksandar Škorić entstand ebenfalls in den Niederlanden. Anthropic Neglect, ein Gemeinschaftsprojekt mit Jorge Nuno, Felipe Zenícola und João Valinho, veröffentlichte 2020 sein selbstbetiteltes Debütalbum. Im Bereich des Jazz war er laut Tom Lord zwischen 2016 und 2022 an 14 Aufnahmesessions beteiligt.
José Lencastre ist Mitbegründer des Labels Phonogram Unit.

## Diskographische Hinweise
- Jose Lencastre Nau Quartet: Eudimonia (FMR, 2018)
- José Lencastre, Raoul van der Weide, Onno Govaert: Spirit in Spirit: Live at Zaal 100 (FMR, 2019)
- José Lencastre, Jorge Nuno, Felipe Zenicola, João Valinho: Anthropic Neglect (Clean Feed, 2020)
- Common Ground (Phonogram Unit, 2022, mit Carlos Zíngaro, Clara Lai, Gonçalo Almeida, Joāo Sousa)
- Spos: Now...Spos! (Phonogram Unit, 2023, Miguel Petruccelli, Aleksandar Škorić)
- Susan Alcorn, José Lencastre, Hernâni Faustino: Manifesto (Clean Feed, 2023)
- José Lencastre / Zbigniew Kozera / Vasco Trilla: Chymeia (Phonogram Unit, 2024)
- José Lencastre / Margaux Oswald / João Carreiro: Understanding Life (2024)
- Lemadi Trio: Canonical Discourse (2024, mit Dirk Serries, Martina Verhoeven)
- Cloudy Skies (Phonogram, 2025)
- José Lencastre & João Clemente: Substantial (2025)